# Sint-Amanduskerk (Zeveren)

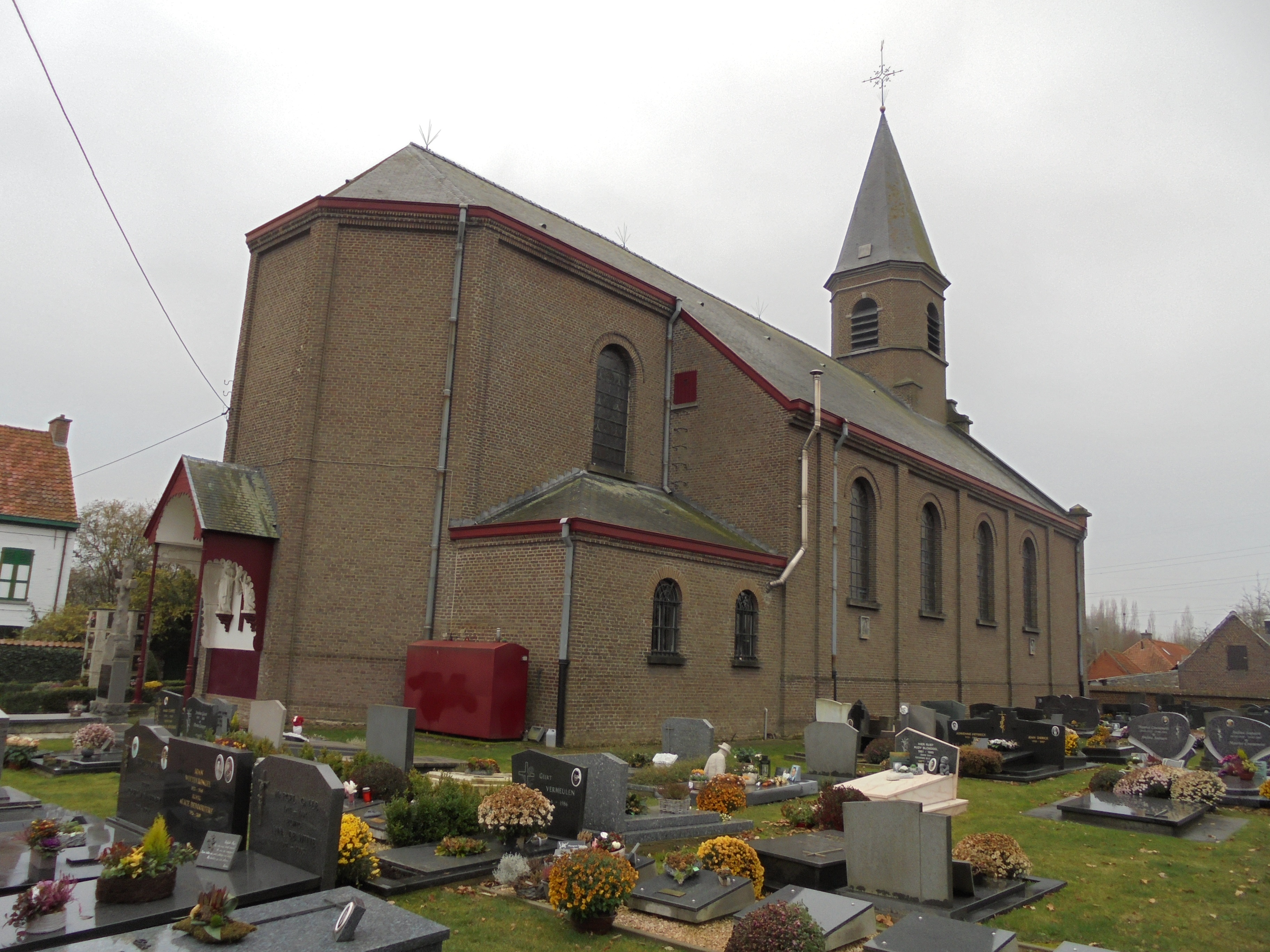
Sint-Amanduskerk

De Sint-Amanduskerk is de parochiekerk van de tot de Oost-Vlaamse stad Deinze behorende plaats Zeveren, gelegen aan de Zeverenkerkstraat.

## Geschiedenis
Volgens de legende zou Sint-Amandus hier een houten kerkje hebben gesticht. Een 14e-eeuws kerkgebouw werd in 1860 gesloopt om plaats te maken voor een bakstenen bouwwerk naar ontwerp van Charles 't Kindt. Deze kerk werd in 1862 ingewijd.
De toren werd in 1918 opgeblazen en na de oorlog weer herbouwd.

## Gebouw
Het betreft een driebeukige bakstenen pseudobasiliek in neoclassicistische stijl. Er is een ingebouwde achtkante westtoren en het koor is driezijdig afgesloten.

## Interieur
De kerk bezit twee 18e-eeuwse schilderijen, namelijk Christus aan het Kruis en Lanssteek. Mogelijk van 1728 is een gepolychromeerd houten beeld van Sint-Antonius Abt. Het hoofdaltaar en de twee zij-altaren zijn 18e-eeuws. Het hoofdaltaar is gewijd aan Sint-Amandus, het noordelijk zijaltaar aan Onze-Lieve-Vrouw en het zuidelijk zijaltaar aan Sint-Antonius Abt. Het koorgestoelte is van 1672 en het arduinen doopvont van 1721. Het orgel van 1843 werd vervaardigd door François Loret-Vermeersch.

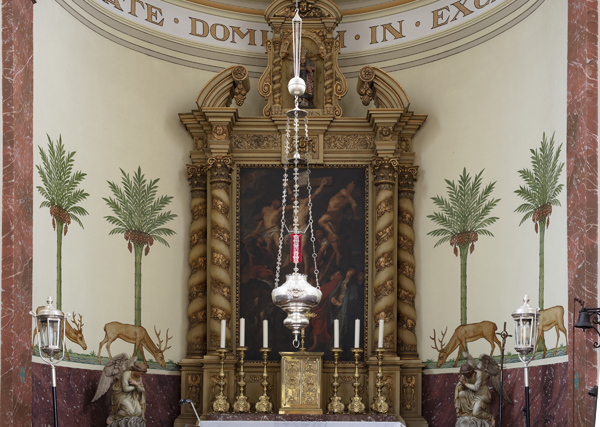
Interieur
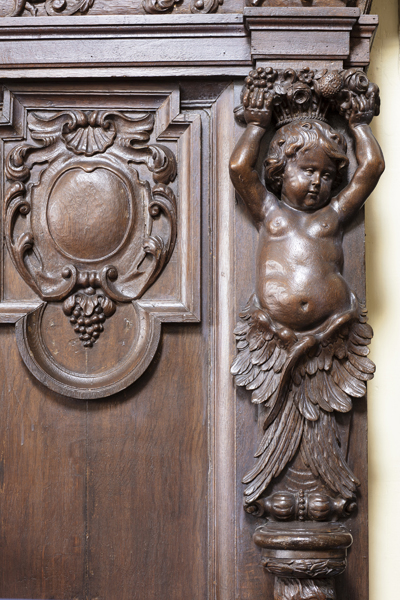
Koorgestoelte
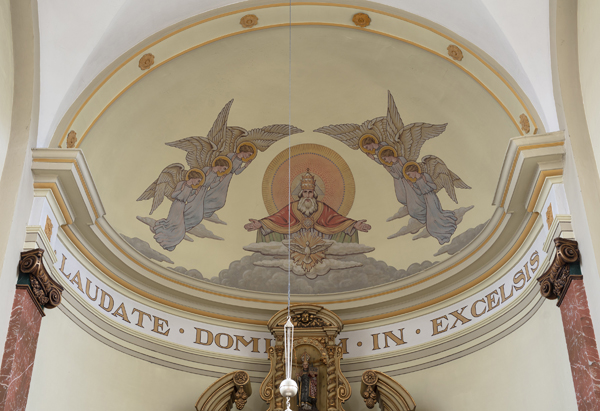
Koorhoofd (Laudate Dominum in Excelsis)
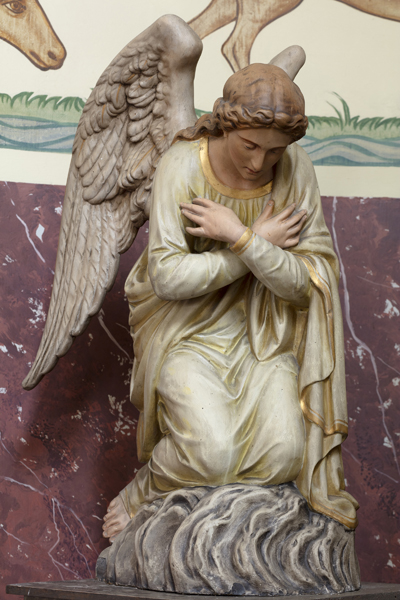
Knielende engel
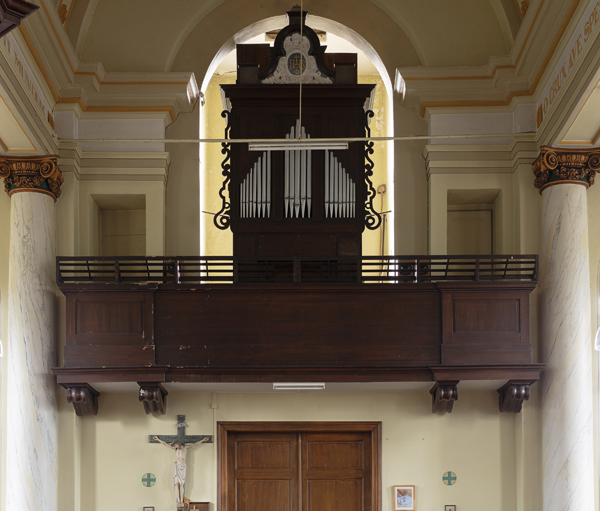
Orgel (François-Bernard Loret)